# ويل سميث (لاعب كريكت)
ويل سميث (28 سبتمبر 1982 في المملكة المتحدة - ) (بالإنجليزية: Will Smith)‏ هو لاعب كريكت بريطاني. لعب مع نادي مقاطعة دورهام للكريكت ‏ ونادي مقاطعة هامبشاير للكريكت ‏ ونادي مقاطعة نوتنغهامشير للكريكت ‏ ونادي مقاطعة بيدفوردشير للكريكت ‏.

## وصلات خارجية
- ويل سميث على موقع إي آس بي آن كريك إنفو (الإنجليزية)